# LKW Walter
La LKW WALTER Internationale Transportorganisation AG (breve: LKW WALTER) è un'azienda austriaca di trasporti e logistica con sede a Wiener Neudorf e con un distaccamento a Kufstein.
Il core business è il trasporto di beni in Europa, nella Comunità degli Stati Indipendenti e nel vicino oriente. Oltre al normale trasporto internazionale su gomma con autocarri, offre anche il trasporto combinato binario/strada e quello marittimo.

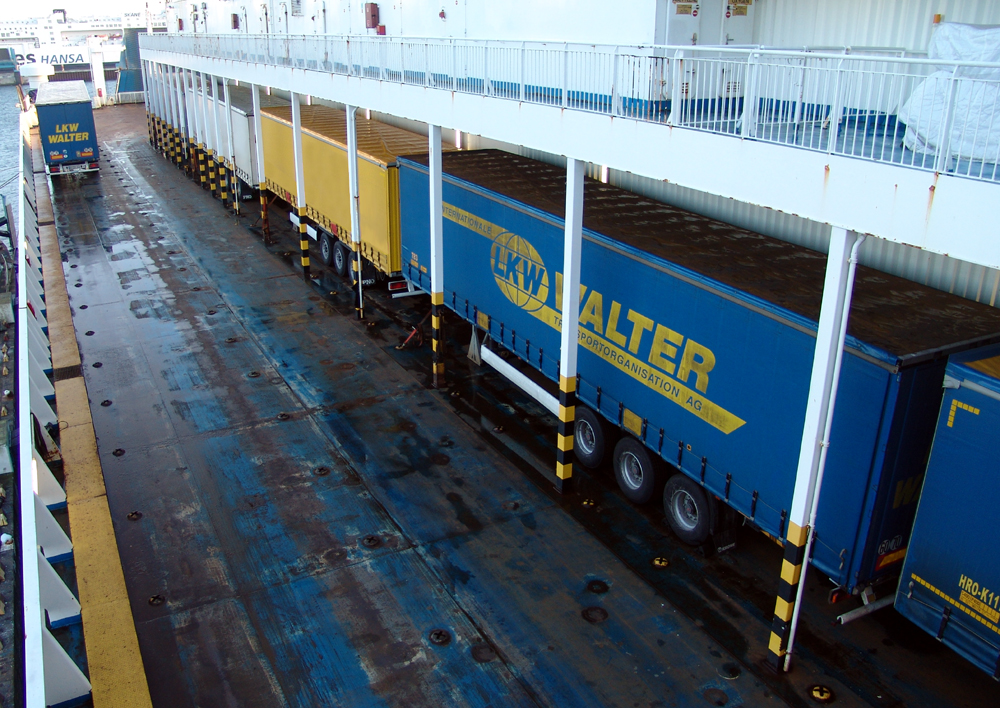
Semirimorchio LKW Walter a bordo della TT-Line nel porto di Trelleborg

## LKW WALTER-Gruppe
Del gruppo LKW WALTER fanno parte:
- Containex Container-Handelsgesellschaft m.b.H. - Container
- Walter Business Park GmbH - Ufficio e magazzini
- Walter Lager-Betriebe GmbH - Logistica
- Walter Trailer Rent GmbH - Leasing/vendita di mezzi di trasporto
- Walter Immobilien GmbH - immobiliare
- Walter Immo-Real - Immobiliare